# نموذج آلة الحلاقة والشفرات

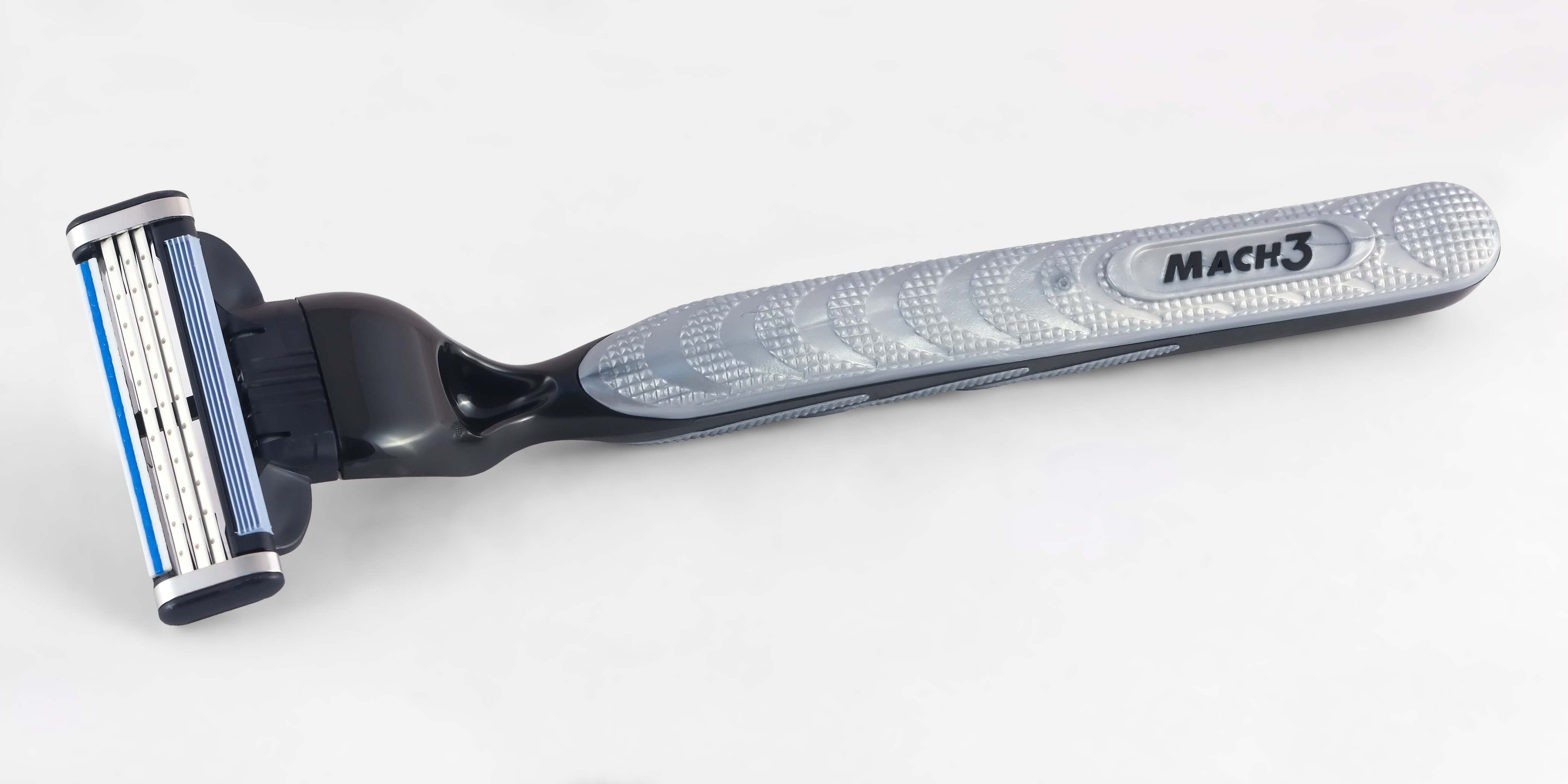
آلة حلاقة مع الشفرة المرفقة بها تمثل نموذج ماكينة الحلاقة والشفرات، حيث تكون ماكينة الحلاقة غير مكلفة ولكن الشفرات ستكون باهظة الثمن.

نموذج آلة الحلاقة والشفرات (بالإنجليزية: razor and blades business model)‏ هو نموذج أعمال يُباع فيه عنصر واحد بسعر منخفض (أو إهداؤه مجانًا) بهدف حث الزبائن على شراء السلع التكميلية لها مثل اللوازم الاستهلاكية أوالملحقات أو قطع الغيار، وكلما زاد اقتناء المنتج أو العنصر الرئيسي فإن هذا يعني زيادة في شراء السلع التكميلية ومزيد من الأرباح المستمرة للشركة، هذا النظام يختلف عن التسويق الخاسر والتسويق بالعينات المجانية لكي يعانيها العملاء ولا تعتمد على وجود المنتجات أو الخدمات التكميلية.
تشمل الأمثلة الشائعة لنموذج آلة الحلاقة والشفرات الطابعات النافثة للحبر التي يتم رفع سعر خراطيش الحبر الخاصة بها بشكل كبير، وآلات القهوة التي تستخدم كبسولات القهوة التي تستخدم لمرة واحدة، وفرشاة الأسنان الكهربائية، وأجهزة ألعاب الفيديو التي تتطلب عمليات شراء إضافية للحصول على الملحقات والبرامج غير المضمنة في العبوة الأصلية.
على الرغم من أن المفهوم والعبارة الشهيرة «أعطهم ماكينة الحلاقة وبع لهم الشفرات» تُنسب على نطاق واسع إلى كينج كامب جيليت مخترع ماكينة الحلاقة الآمنة إلا أن شركة جيليت في الواقع لم تتبع هذا النموذج.

## تطوير الفكرة
تترد بعض الأقاويل حول شركة جيليت أنها أدركت أن شفرة الحلاقة التي تستخدم لمرة واحدة مريحة بل وتولد أيضًا تدفقًا مستمرًا من الإيرادات. ولتعزيز هذا التيار يتم بيع شفرات الحلاقة بأسعار منخفضة بشكل متعمد لإنشاء سوق للشفرات. ولكن شفرات الحلاقة جيليت كانت باهظة الثمن عندما تم طرحها لأول مرة ولم ينخفض السعر إلا بعد انتهاء صلاحية براءات الاختراع الخاصة به في عشرينيات القرن العشرين: وكان منافسوا جيليت هم من اخترعوا نموذج شفرات الحلاقة والشفرات.

## التطبيقات
لقد تم استخدام هذا النموذج في العديد من الشركات لسنوات عديدة.

### ستاندرد أويل
مع هيمنتها على السوق المحلية الأمريكية تطلعت شركة ستاندرد أويل ومالكها جون د. روكفلر إلى الصين لتوسيع أعمالهما. قام ممثلو شركة ستاندرد أويل بتوزيع ثمانية ملايين مصباح كيروسين مجانًا أو بيعها بأسعار مخفضة للغاية لزيادة الطلب على الكيروسين.
وقد أدى هذا بين رجال الأعمال الأميركيين إلى ظهور عبارة "النفط لمصابيح الصين". وكانت رواية " النفط لمصابيح الصين " لأليس تيسديل هوبارت معالجة خيالية لهذه الظاهرة.

### إيستمان كوداك
على مدى عقود من الزمان باعتبارها الشركة المهيمنة على إنتاج الأفلام الفوتوغرافية في الولايات المتحدة، كانت شركة كوداك تبيع كاميراتها بأسعار منخفضة وتتمتع بهامش ربح كبير على المواد الاستهلاكية في التجارة، مثل الأفلام، ولوازم الطباعة، والمواد الكيميائية للمعالجة. على الرغم من أن هذه الاستراتيجية نجحت لسنوات عديدة، إلا أنها تعرضت للتحدي في أواخر القرن العشرين عندما قدمت شركة منافسة، فوجي فيلم، أساليب أفلام ومعالجة أكثر اقتصادا. وأخيرًا، جعلت التصوير الرقمي هذه الاستراتيجية قديمة، حيث لا تحتاج إلى أي مواد استهلاكية.

### الكاميرات الفورية
وتتبع الكاميرات الفورية أيضًا نموذج الأعمال الذي يعتمد على الحلاقة والشفرات. على سبيل المثال، تُباع كاميرات Instax من شركة Fujifilm بسعر منخفض، في حين أن تكلفة الفيلم الذي تستخدمه تصل إلى 2.00 دولار لكل صورة.

### بلاستيشن
تقوم شركة سوني المالكة والمصنعة للمنصة الألعاب الشهيرة بلاي ستيشن ببيع أجهزتها بأسعار منخفضة ما بين 300 - 500 دولار يكاد يقترب من سعر التكلفة، ولكنها تعوض الأرباح عن طريق بيع الألعاب سواء عن طريق الأقراص أو المتاجر الرقمية، في الربع الأول لعام 2024 نجحت سوني في بيع 20.8 مليون جهاز بلاي ستيشن 5 أي ما يقرب من 10 مليار دولار، بينما وصلت أرباجها من الألعاب وشبكة الخدمات إلى 27.5 مليار دولار.

## مشاكل
قد يتعرض نموذج الحلاقة والشفرات للتهديد إذا أدت المنافسة إلى خفض سعر السلع، ولكي يكون مثل هذا السوق ناجحاً يجب على الشركة أن تتمتع باحتكار فعال للسلع لضمان سعر معين (ولا يشمل هذا الموضوع التسعير الجائر لتدمير منافس أصغر حجماً) ولذلك فإن فكرة الإحتكارقد تجعل هذه الممارسة غير قانونية.

## أمثلة

#### الطابعات
كان مصنعو الطابعات الحاسوبية يبذلون جهودًا مكثفة للتأكد من أن طابعاتهم تكون غير متوافقة مع خراطيش الحبر الأقل تكلفة والخراطيش المعاد تعبئتها، وذلك لأن الطابعات تُباع غالبًا بسعر التكلفة أو أقل منها لتوليد مبيعات الخراطيش الملكية التي ستولد أرباحًا للشركة طوال عمر المعدات، في حالات معينة قد تقترب تكلفة استبدال الحبر أو مسحوق الحبر القابل للتصرف من تكلفة شراء معدات جديدة مع الخراطيش المضمنة. تتضمن طرق حبس البائعين تصميم الخراطيش بطريقة تجعل من الممكن تسجيل براءة اختراع لأجزاء أو جوانب معينة، أو استدعاء قانون الألفية الرقمية لحقوق الطبع والنشر لمنع الهندسة العكسية من قبل مصنعي الحبر التابعين لجهات خارجية. تتضمن طريقة أخرى تعطيل الطابعة تمامًا عند وضع خرطوشة حبر غير ملكية في الجهاز، بدلاً من مجرد إصدار رسالة يمكن تجاهلها مفادها أنه تم تركيب خرطوشة غير أصلية (ولكنها لا تزال تعمل بكامل طاقتها).
في قضية Lexmark Int'l v. Static Control Components، قضت محكمة الاستئناف الأمريكية للدائرة السادسة بأن التحايل على قفل خرطوشة الحبر الخاصة بشركة ليكسمارك لا يشكل انتهاكًا لقانون حقوق الطبع والنشر الرقمي. ومن ناحية أخرى، في أغسطس/آب 2005، فازت شركة ليكسمارك بقضية في الولايات المتحدة تسمح لها بمقاضاة بعض العملاء الكبار لانتهاك ترخيص تغليف صناديقها.

#### ألعاب الفيديو
واجهت شركة أتاري مشكلة مماثلة في الثمانينيات مع ألعاب أتاري 2600. كانت شركة أتاري في البداية المطور والناشر الوحيد للألعاب لجهاز 2600؛ حيث كانت تبيع جهاز 2600 بسعر التكلفة وتعتمد على الألعاب لتحقيق الربح. وعندما غادر العديد من المبرمجين لتأسيس شركة أكتيفجن وبدأوا في نشر ألعاب أرخص وذات جودة مماثلة، أصبحت شركة أتاري بدون مصدر للربح. لم تنجح الدعاوى القضائية الرامية إلى منع أكتيفجن. أضافت شركة أتاري تدابير جديدة لضمان أن تكون الألعاب من منتجين مرخصين فقط لوحدات التحكم 5200 و7800 التي أنتجتها لاحقًا.
في الآونة الأخيرة، أصبحت وحدات تحكم ألعاب الفيديو تُباع بخسارة في كثير من الأحيان، في حين أن مبيعات البرامج والملحقات مربحة للغاية بالنسبة لمصنعي وحدات التحكم. لهذا السبب، تعمل شركات تصنيع الأجهزة على حماية هامش ربحها بقوة ضد القرصنة من خلال اتخاذ إجراءات قانونية ضد شركات تصنيع شرائح التعديل وكسر الحماية. وخاصة في عصر الجيل السادس وما بعده، كانت تكاليف التصنيع لدى سوني ومايكروسوفت، مع جهازي بلاي ستيشن 2 وإكس بوكس، مرتفعة، لذا فقد باعوا أجهزتهم بخسارة وكان هدفهم هو تحقيق الربح من مبيعات الألعاب. اتبعت نينتندو استراتيجية مختلفة مع جهاز غيم كيوب، والذي كان إنتاجه أقل تكلفة بشكل كبير من منافسيه، لذا فقد تم بيعه بالتجزئة بأسعار التعادل أو أعلى. في الجيل التالي من الأجهزة، استمرت كل من سوني ومايكروسوفت في بيع أجهزتهما، بلاي ستيشن 3 وإكس بوكس 360 على التوالي، بخسارة، مع استمرار الممارسة مع الجيلين الثامن والتاسع المتزامنين من أجهزة الأجهزة.

#### الطاقة النووية
منذ بداية صناعة الطاقة النووية التجارية، كان نموذج العمل يركز على بيع المفاعل بتكلفة (أو بخسارة) وتحقيق الأرباح من عقود توريد الوقود من خلال استغلال احتكار البائعين.

#### الهواتف المحمولة
غالبًا ما يتم توفير الهواتف المحمولة المزودة بعقود استخدام شهرية بسعر أقل من التكلفة أو حتى مجانًا، خاصةً إذا تم الحصول عليها كترقية من طراز أقدم. يقوم العقد الشهري بتمويل تكلفة الهاتف، وفي العديد من البلدان، يتضمن العقد مدة أدنى للعقد يجب تنفيذها. غالبًا ما يكون هذا أكثر تكلفة من شراء الهاتف مباشرةً.

### سلع أخرى
وقد يجد المستهلكون أيضًا استخدامات أخرى للمنتج المدعوم بدلاً من استخدامه للغرض المقصود للشركة، مما يؤثر سلبًا على تدفقات الإيرادات. لقد حدث هذا لأجهزة الكمبيوتر الشخصية "المجانية" التي تتمتع بخدمات إنترنت خاصة باهظة الثمن، وساهم في فشل ماسح الباركود CueCat.
يستخدم التسويق بالعمولة هذا النموذج التجاري على نطاق واسع، حيث يتم الترويج للعديد من المنتجات على أنها تتمتع بفترة تجريبية "مجانية"، مما يغري المستهلكين بتجربة المنتج ودفع تكاليف الشحن والمناولة فقط. ويأمل المعلنون عن المنتجات التي يتم الترويج لها على نطاق واسع، مثل توت الآساي، والتي تستهدف متبعي الحمية الغذائية، أن يستمر المستهلك في دفع ثمن الشحنات المستمرة من المنتج بأسعار مبالغ فيها، وقد لاقى هذا النموذج التجاري نجاحاً كبيراً.
لقد أثبتت المواقع الإلكترونية المتخصصة في أخذ العينات والخصومات أنها تحظى بشعبية كبيرة لدى المستهلكين المهتمين بالاقتصاد، والذين يزورون المواقع التي تستخدم العينات المجانية كطعم للروابط. نموذج العمل لهذه المواقع هو جذب الزوار الذين سينقرون لاستكمال العروض التابعة.

### ربط
يعتبر الربط أحد أشكال تسويق شفرات الحلاقة والذي يكون غير قانوني في كثير من الأحيان عندما لا تكون المنتجات ذات صلة طبيعية، مثل مطالبة متجر الكتب بتخزين عنوان غير شائع قبل السماح لهم بشراء كتاب الأكثر مبيعًا. يُعرف الربط أيضًا في بعض الأسواق باسم "الإجبار على الخط الثالث".
لقد تم اعتبار بعض أنواع الربط، وخاصة عن طريق العقود، تاريخيا على أنها مناهضة للمنافسة. الفكرة الأساسية هي أن المستهلكين يتضررون من إجبارهم على شراء سلعة غير مرغوب فيها (السلعة المرتبطة) لشراء سلعة يريدونها بالفعل (السلعة المرتبطة)، وبالتالي يفضلون بيع السلع بشكل منفصل. قد تكون الشركة التي تقوم بهذا التجميع ذات حصة سوقية كبيرة بشكل ملحوظ بحيث يمكنها فرض الربط على المستهلكين، على الرغم من قوى المنافسة في السوق. وقد يؤدي الربط أيضًا إلى الإضرار بالشركات الأخرى في السوق التي تبيع السلعة المربوطة، أو التي تبيع مكونات فردية فقط.
ويأتي مثال شائع آخر من الطريقة التي يتعاقد بها مزودو خدمات التلفزيون عبر الكابل والأقمار الصناعية مع منتجي المحتوى. تدفع شركة الإنتاج مقابل إنتاج 25 قناة وتجبر مزود الكابل على دفع ثمن 10 قنوات ذات جمهور منخفض للحصول على قناة شائعة. وبما أن مزودي خدمات الكابل يفقدون العملاء دون القناة الشعبية، فإنهم يضطرون إلى شراء العديد من القنوات الأخرى حتى لو كان لديهم جمهور مشاهدة صغير للغاية.